# BMW N54
Il BMW N54 è un motore a scoppio alimentato a benzina prodotto a partire dal 2006 dalla casa automobilistica tedesca BMW.

## Descrizione

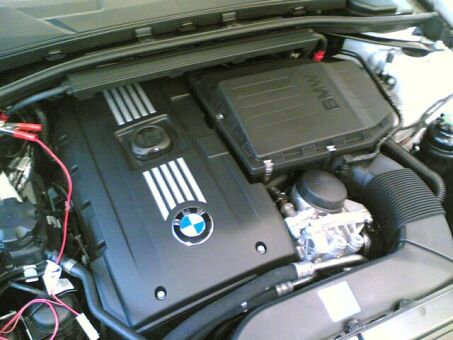
BMW N54B30

Realizzato sulla base del 3 litri N53B30, questo motore ne è la versione sovralimentata mediante doppio turbocompressore.
Del 3 litri aspirato vengono riprese l'architettura generale, le caratteristiche dimensionali ed i materiali. Si tratta infatti di un 6 cilindri in linea con misure di alesaggio e corsa pari a 84x89.6 mm, per una cilindrata complessiva di 2979 cm³. Nonostante fossero già in produzione i più raffinati motori N52 dotati di sistema Valvetronic, si scelse di basarsi sul 3 litri M54 perché la sua struttura in lega di alluminio con canne riportate in ghisa meglio si presta a reggere le sollecitazioni termiche e meccaniche derivanti da una doppia sovralimentazione.
Questi motori inaugurano anche l'arrivo dell'alimentazione ad iniezione diretta, che in questo caso utilizza iniettori di tipo piezoelettrico.

Il motore N54 ha debuttato al Salone di Ginevra del 2006, in occasione del quale è stata presentata la BMW 335i Coupé, equipaggiata appunto con tale propulsore.

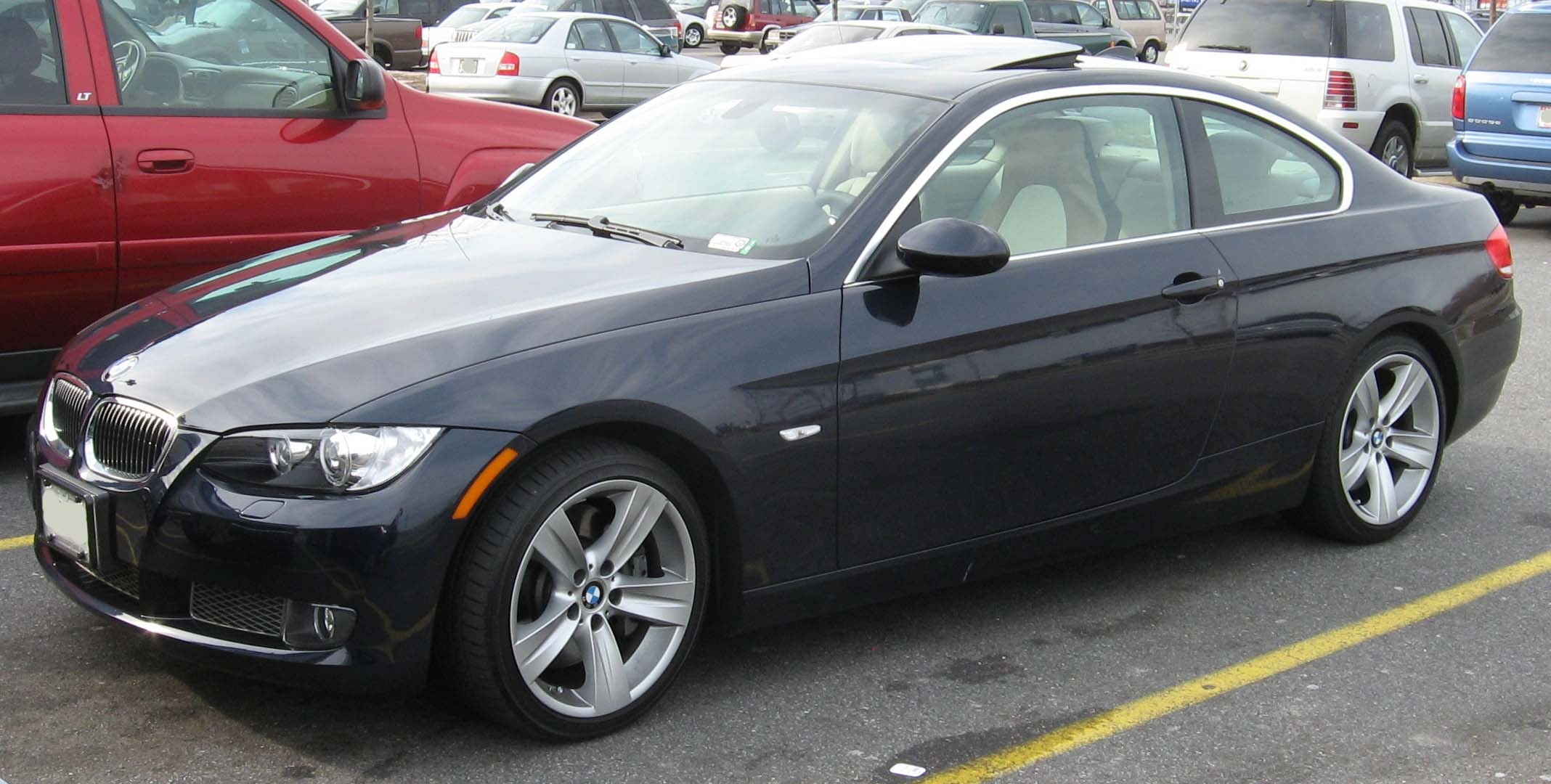
La BMW 335i Coupé E92 del 2007 è stata il primo modello a montare un motore N54

Per la doppia sovralimentazione si sono scelti due turbocompressori di piccole dimensioni, in modo da privilegiare la coppia motrice, piuttosto che la potenza agli alti regimi. Tali turbocompressori lavorano in parallelo, servendo tre cilindri ciascuno e fornendo una pressione massima di sovralimentazione pari a 8 psi. Un'altra caratteristica è il rapporto di compressione di 10.2:1, insolitamente alto per un motore sovralimentato. Grazie alle caratteristiche descritte, il motore N54 spinge fin da regimi molto bassi, poiché consente di ridurre drasticamente il turbo-lag tipico dei motori sovralimentati.
La presenza del sistema ad iniezione diretta (situato nella testata vicino alla candela) non permette, per ragioni di spazio, l'inserimento del dispositivo Valvetronic, che quindi è assente. È comunque presente il dispositivo di fasatura variabile doppio VANOS.
Questo motore è una pietra miliare nella storia della produzione della Casa bavarese, poiché segna il ritorno di un motore a benzina BMW sovralimentato, dopo vent'anni di assenza. L'ultimo, infatti, è stato il motore M30B34MAE, montato sulla BMW 745i E23 ed uscito di produzione nel 1986.
Il motore N54 si è classificato al primo posto come miglior motore dell'anno 2007: la sua produzione si è articolata in quattro varianti differenti. Nell'autunno del 2009 è stato introdotto il motore N55, evoluzione del motore N54, poiché consente le stesse prestazioni, ma con un solo turbocompressore ed altre novità in più.

## Tabella delle applicazioni
Di seguito viene mostrata una tabella che raccoglie le caratteristiche delle quattro varianti del motore N54:
| Variante | Potenza CV/rpm | Coppia Nm/rpm  | Applicazioni                 | Anni di produzione | Note                                            |
| -------- | -------------- | -------------- | ---------------------------- | ------------------ | ----------------------------------------------- |
| 1.       | 306/5800       | 400/ 1300-5000 | BMW 135i Coupé E82           | 2006-10            | N54B30O0                                        |
| 1.       | 306/5800       | 400/ 1300-5000 | BMW 135i Cabrio E88          | 2007-10            | N54B30O0                                        |
| 1.       | 306/5800       | 400/ 1300-5000 | BMW 335i Coupé E92           | 2006-10            | N54B30O0                                        |
| 1.       | 306/5800       | 400/ 1300-5000 | BMW 335i E90/E91             | 2007-10            | N54B30O0                                        |
| 1.       | 306/5800       | 400/ 1300-5000 | BMW 335i Cabriolet E93       | 2007-10            | N54B30O0                                        |
| 1.       | 306/5800       | 400/ 1300-5000 | BMW X6 35i xDrive Steptronic | 2008-10            | N54B30O0                                        |
| 1.       | 306/5800       | 400/ 1300-5000 | BMW Z4 E89 sDrive35i         | 05/2009-06/2016    | N54B30O0                                        |
| 2.       | 326/5800       | 450/ 1500-4500 | BMW 740/740iL F01/F02        | 10/2008-05/2012    | N54B30T0                                        |
| 3.       | 340/5900       | 450/ 1300-5000 | BMW Z4 sDrive35iS            | 04/2010--06/2016   | 500 Nm di coppia massima con overboost inserito |
| 3.       | 340/5900       | 450/ 1300-5000 | BMW 1M Coupé E82             | 03/2011-08/2012    | 500 Nm di coppia massima con overboost inserito |
| 4.       | 360/ 5500-6000 | 500/ 3800-5000 | Alpina B3 Biturbo            | 2007-12            | -                                               |
| 5.       | 400/6000       | 540/4500       | Alpina B3 Biturbo S          | 2010-12            |                                                 |

Per quanto riguarda la variante da 306 CV, i dati sono quelli dichiarati dalla Casa costruttrice, ma alcuni test condotti hanno rilevato prestazioni superiori (si parla addirittura di 332 CV).